# TJ Davis
Teresa Jane Davis (Leeds, Inglaterra; 8 de enero de 1968) más conocida como TJ Davis, es una cantante y música británica.

## Biografía
Empezó como corista para Gary Numan, D ream y Blur; pasando al poco tiempo a tener una carrera independiente. Es conocida en el mundo de los videojuegos por trabajar con el galardonado compositor Richard Jacques en las bandas sonoras de Sonic R y Metropolis Street Racer, como también en NiGHTS: Journey of Dreams, Super Smash Bros. Brawl y Super Smash Bros. Ultimate, ya que interpreta el tema principal del personaje Sonic, titulado Super Sonic Racing.
Fue integrante desde 1997 a 2004 del grupo Björn Again que tributa en forma de parodia al grupo ABBA, ocupando el nombre artístico de "Frida Longstockin" en clara alusión a Frida (Anni-Frid Lyngstad).
En julio de 1996 alcanzó el lugar #72 en los UK Singles Chart con el tema Brilliant Feeling, junto a The Full Monty Allstars; y el año 2001 el #42 con el sencillo Wonderful Life, cover de Black, en colaboración con Ian Van Dahl.
En 2002 colaboró con DJ Sash! en la canción y video I Believe.
En 2008 acudió al Summer Sonic con el repertorio de temas Can you feel the sunshine?, Diamond in the Sky y Dreams, Dreams.
En 2011, volvió a colaborar con D ream en su nuevo álbum In Memory Of... en las canciones Gods in the Making, All Things to All Men y Sleepy Head.